# Omicidio di Enver Hadri
L'omicidio di Enver Hadri è avvenuto il 25 febbraio 1990 nella città belga di Saint-Gilles.

## Antefatto

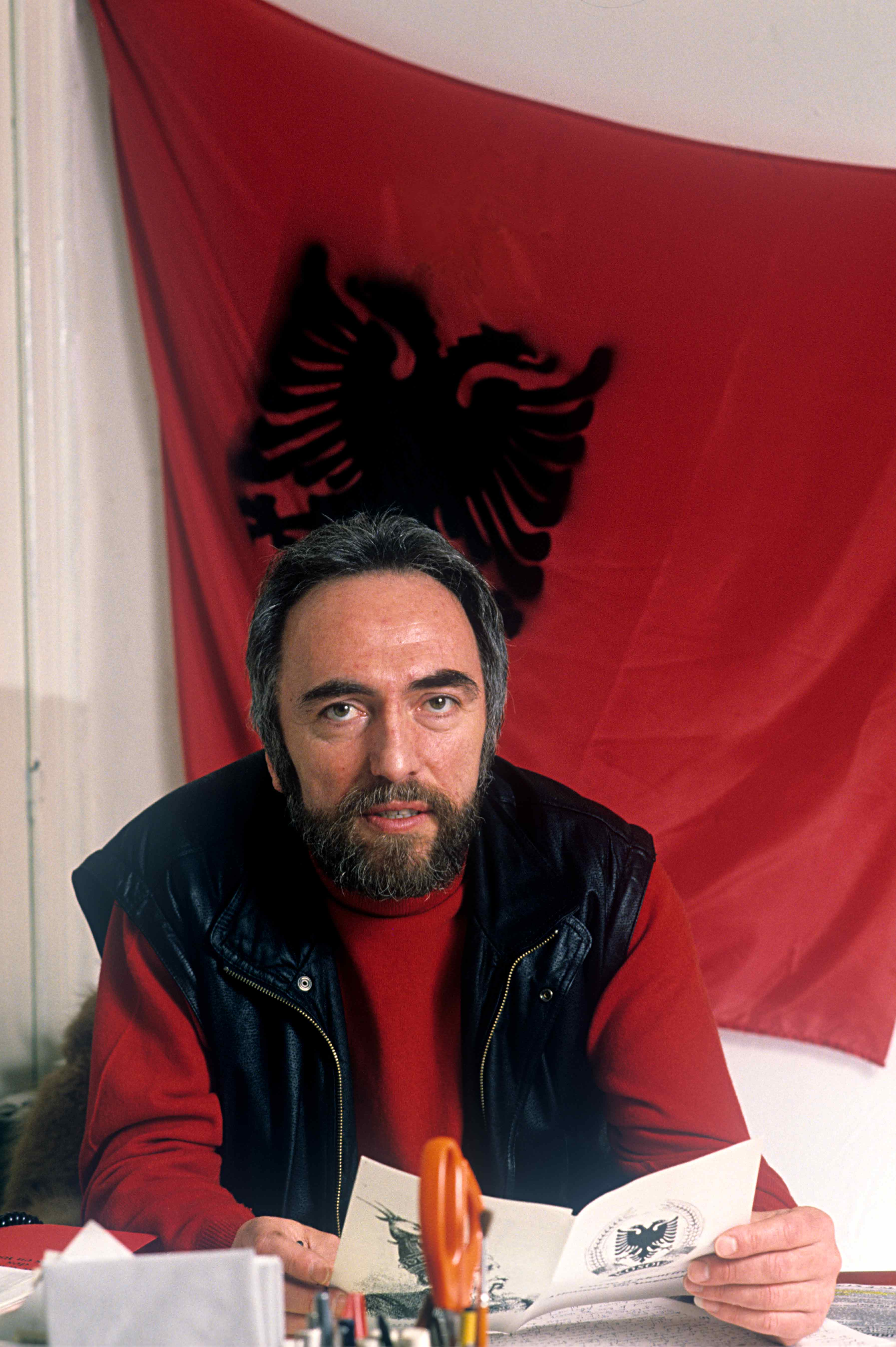
Enver Hadri

Enver Hadri, nato nel 1941, è stato un attivista per i diritti umani kosovaro di etnia albanese, presidente del Comitato per la difesa dei diritti umani in Kosovo, un'organizzazione da lui stesso fondata per indagare sui crimini di guerra e i crimini contro l'umanità perpetrati dall'esercito serbo-jugoslavo in Kosovo. Si era trasferito a Bruxelles nel 1972.

## L'omicidio
Il 25 febbraio 1990 un gruppo di sicari, composto da Veselin Vukotić, Andrija Drašković, Jusuf Bulić, Darko Ašanin, Andrija Lakonić e Kristijan Golubović, ha atteso che Hadri lasciasse la sua abitazione in macchina e dopo averlo pedinato fino ad un semaforo rosso a Saint-Gille si sono fermati e, intorno alle 16:00, gli hanno sparato due colpi di pistola attraverso il finestrino, di cui almeno uno alla testa.
L'omicidio sarebbe stato commissionato dall'agente segreto serbo Božidar Spasić, ufficiale dell'Amministrazione della sicurezza statale jugoslava (UDBA), che riteneva Hadri un pericoloso terrorista coinvolto in un complotto per uccidere il Presidente serbo Slobodan Milošević.

## Indagini e processo
Le indagini delle autorità belghe, protrattesi per circa 15 anni, hanno concluso che l'omicidio di Hadri è stato coordinato dai servizi segreti jugoslavi con l'aiuto materiale della criminalità organizzata serba. Intorno al 1998 Bulić fu ucciso in una sparatoria a Belgrado e anche Ašanin e Lakonić furono uccisi in Serbia nel corso degli anni 1990.
La vicenda dell'omicidio è stata inoltre raccontata nel dettaglio da Spasić nel suo libro di memorie Pasica koja govori (in serbo Ласица која говори?), pubblicato nel 2000, che ha poi sostenuto essere un romanzo con elementi fittizi.
Nel 2016 la Corte d'assise di Bruxelles ha condannato in contumacia all'ergastolo Vukotić e Drašković come esecutori materiali dell'omicidio e Spasić come mandante; la sentenza tuttavia non è stata eseguita poiché i tre non hanno lasciato la Serbia. Al momento della sentenza Vukotić, secondo il suo avvocato, sarebbe stato agli arresti domiciliari con l'accusa di aver ucciso un uomo in un locale montenegrino mentre Drašković, già condannato a 10 anni di reclusione nel 2010 per l'omicidio di un altro criminale a Belgrado ma liberato tre anni dopo, ha sostenuto tramite il suo avvocato l'intenzione di ricorrere in appello alla Corte europea dei diritti dell'uomo. La Serbia, in assenza di accordi sull'estradizione col Belgio, non ha eseguito la richiesta di consegna degli imputati condannati alle autorità belghe.
Il verdetto della Corte d'assise, limitatamente a Vukotić e Drašković, è stato rigettato in appello nel 2017 e un nuovo processo è iniziato nel gennaio 2025, mentre Spasić ha sostenuto di non riconoscere l'autorità del tribunale belga. Nell'ambito del nuovo processo il governo kosovaro ha affermato di aver stanziato 100000 euro per supportare la famiglia Hadri, rappresentata in gran parte dalla figlia Teuta.
Poco dopo l'inizio del nuovo processo, si è diffusa la fake news di un'ulteriore condanna di Vukotić e Drašković.